# SOFICO
De SOFICO is een akroniem voor Société de financement complémentaire des infrastructures is opgericht in 1994 door de Waalse Regering. Ze heeft haar als opdracht gegeven de ontbrekende schakels in de Trans-Europese Netwerken van de Waalse autosnelweg- en riviernetwerken te bouwen en de knelpunten daarin op te heffen..

## Herstellen en beheren van de infrastructuur
Volgens het decreet, van 10 december 2009, vertrouwt de Waalse Regering het herstel en het behoud van de infrastructuur aan SOFICO toe.
Als eigenares, financiert, realiseert, onderhoudt en exploiteert zij 1200 km aan autowegen en 600 km aan strategische regionale 2X2 weghelften-wegen. Het gaat om 52,3% van het wegverkeer in het Waalse Gewest. Opdrachten worden uitgevoerd in samenwerking met technische afdeling van de Openbare Dienst van Wallonië (Service public de Wallonie (SPW - DG01)).
In mei 2010, presenteerde SOFICO een plan om het wegen- en rivierennetwerk van Wallonië te herstellen. Dit plan werd het "Wegenplan" (Plan routes) genoemd. 500 miljoen euro (exclusief btw) wordt er geïnvesteerd in 300 verschillende projecten. Dit plan dient meerdere doelstellingen te bereiken, namelijk:
- verbetering van de kwaliteit en het comfort op de Waalse wegen en snelwegen
- verbetering van de veiligheid
- vermindering van de mobiliteitsproblemen
- versnelling van de renovatie en tegelijkertijd de kosten van herstel en onderhoud monitoren
- 10.000 mensen werkgelegenheid bieden voor meerdere jaren

## Andere initiatieven
Naast de bovengenoemde taken die SOFICO heeft, heeft zij ook nog andere zaken "geadopteerd" van de Waalse Regering. De opbrengsten die uit deze zaken voortvloeien, gebruikt SOFICO om zichzelf te financieren in zijn projecten. Zo heeft SOFICO ook 56 verzorgingsplaatsen langs de Waalse autosnelwegen, telecommunicatiemasten van meerdere providers en elektriciteitscentrales op wind- (windturbines) of zonne-energie (fotovoltaïsche zonne-energie).

## Projecten
Van de zes grote projecten die SOFICO aanpakte, zijn afgerond:
- de A602,koppelautoweg tussen de E25 en de E40, afgerond in 2000
- de Tunnel van Cointe, afgerond in 2000
- de E429, afgerond in 2000
- het Centrumkanaal met de Scheepslift van Strépy-Thieu, afgerond in 2002
- de vierde Sluis van Ternaaien, afgerond in 2017
- de nieuwe sluis bij Pont-barrage d'Ivoz-Ramet,afgerond in 2014